# Dialeurodicus bondariae
Dialeurodicus bondariae là một loài côn trùng cánh nửa trong họ Aleyrodidae, phân họ Aleurodicinae.
Dialeurodicus bondariae được Martin miêu tả khoa học đầu tiên năm 2004.